# Phoebe Tonkin
Phoebe Tonkin, née le 12 juillet 1989 à Sydney, dans l'État de la Nouvelle-Galles du Sud, est une actrice et mannequin australienne.
Elle est devenue célèbre pour ses rôles dans les séries télévisées H2O, The Secret Circle, Vampire Diaries et The Originals. Elle a également joué dans le film australien Demain, quand la guerre a commencé en 2010.

## Biographie

### Jeunesse
Née à Sydney, dans l'État de la Nouvelle-Galles du Sud, en Australie, Phoebe y a grandi avec ses deux parents Jannyfer Tonkin (née Stone) et Nicholas Tonkin, ainsi qu'avec sa sœur cadette Abby (née le 30 octobre 1992). Dès l'âge de quatre ans, elle prend des cours de danse hip-hop, ballet, contemporaine et claquettes, puis elle étudie à la Loreto Kirribilli, une école catholique pour filles. A l'âge de dix ans, elle sait qu'elle veut être actrice professionnelle - ce qui l'amène à suivre des cours de théâtre à la Australian Theatre for Young People dès l'âge de douze ans. Elle est, par la suite, ressortie diplômée du lycée Queenwood School for Girls.

### Carrière
En décembre 2005, à l'âge de seize ans, Phoebe Tonkin décroche son premier rôle, celui de Cleo Sertori dans la série télévisée fantastique australienne H2O. La série est diffusée sur la chaîne australienne Network Ten du 7 juillet 2006 au 16 avril 2010. En 2008, Phoebe Tonkin est nommée pour un Australian Film Institute Awards, dans la catégorie « Meilleure actrice de télévision ».
Par la suite, elle décroche des rôles dans les séries télévisées Packed to the Rafters et Summer Bay. En septembre 2010, elle joue dans son premier film, Demain, quand la guerre a commencé. En janvier 2011, elle quitte son pays natal pour s'installer à Los Angeles, afin de commencer une carrière d'actrice aux États-Unis.
En mars 2011, elle incarne Faye Chamberlain, l'un des personnages principaux de la série télévisée américaine The Secret Circle. L'épisode pilote est diffusé le 15 septembre 2011 sur la chaîne américaine The CW et rassemble plus de 3,5 millions de téléspectateurs,. Grâce à sa prestation dans la série, Phoebe Tonkin reçoit des critiques positives et est nommée la « nouvelle star de la série ». La série est annulée après la première saison pour manque d'audience.

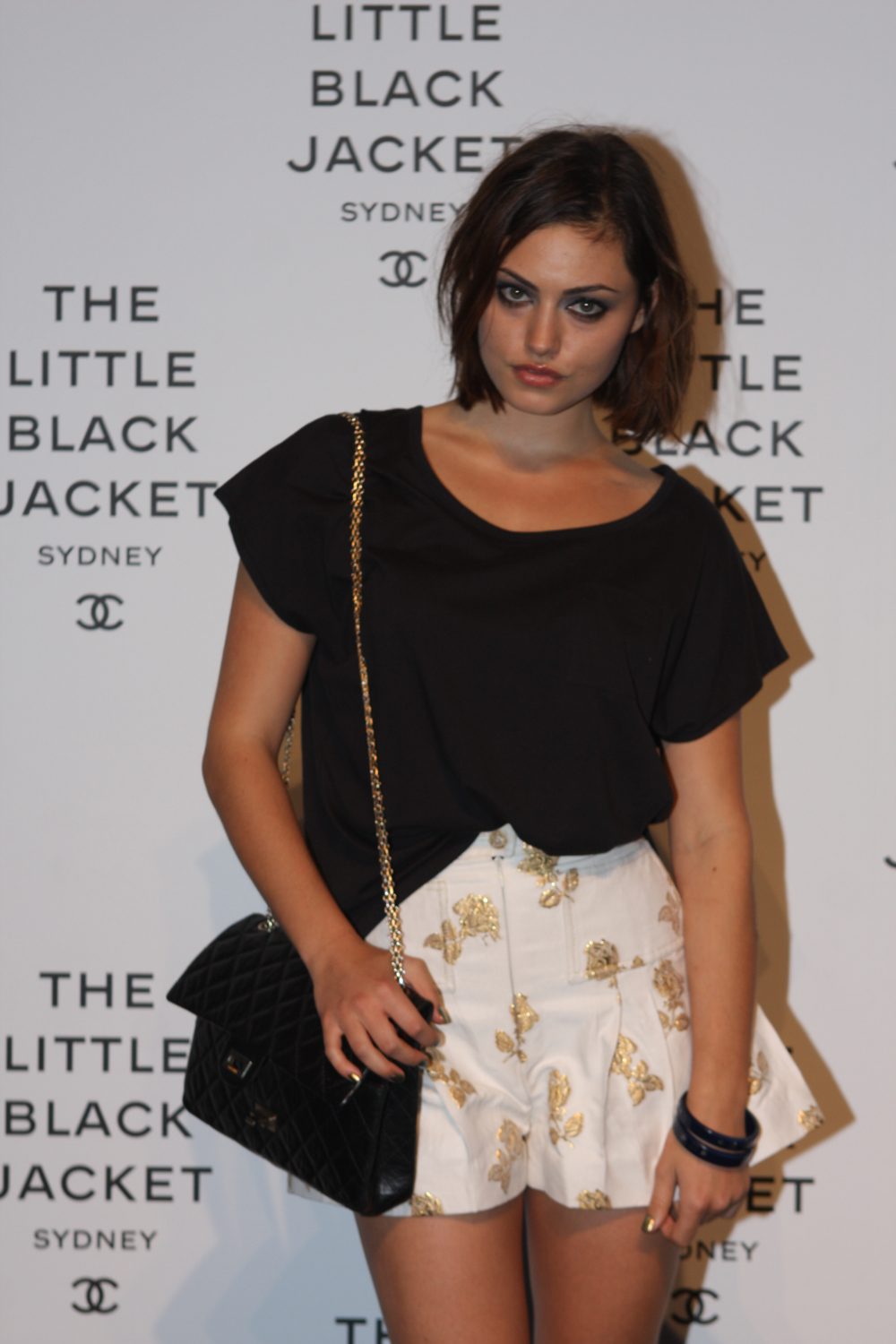
Phoebe Tonkin en 2012 à Sydney.

Elle obtient un rôle dans le film d'horreur australien Bait en 2012, où elle retrouve son ancienne co-star de H2O, Cariba Heine, avant d' incarner un loup-garou avec le personnage de Hayley Marshall dans la quatrième saison de la série télévisée américaine Vampire Diaries, où elle retrouve son ancienne partenaire de H2O, Claire Holt, qui incarne Rebekah Mikaelson depuis la troisième saison. En janvier 2013, il est confirmé que les producteurs de Vampire Diaries préparent un spin-off de la série, appelé The Originals, dans lequel elle reprend le rôle d'Hayley Marshall. La série est diffusée sur la chaîne The CW depuis le 3 octobre 2013.

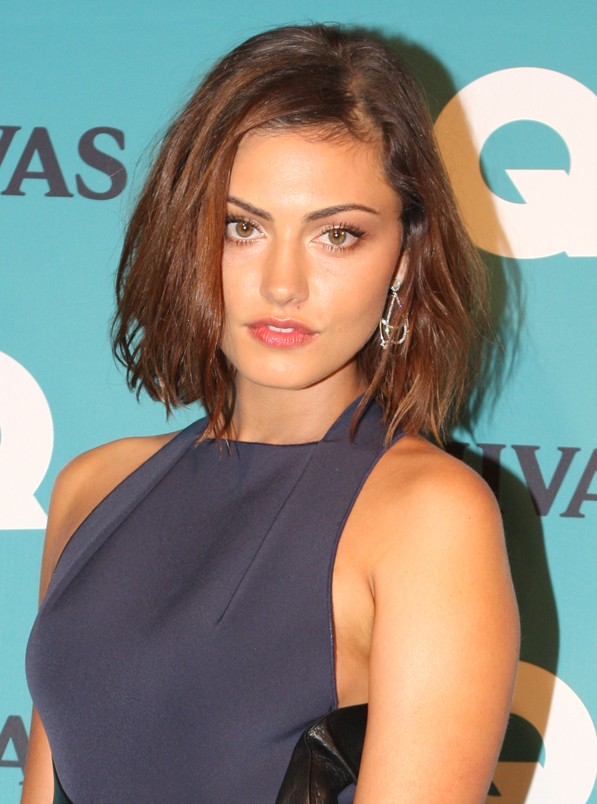
Phoebe Tonkin en 2012

En novembre 2016, elle apparaît dans le clip de la musique Baby Don't Go d'Alan Walker et Kelly Clarkson.
Elle a également joué dans un court-métrage appelé Final Stop en 2018.
En 2019, elle rejoint la distribution du film The Place of No Words de Mark Webber aux côtés de Nicole Berger (en), Teresa Palmer, Eric Christian Olsen et Sarah Wright Olsen,.
En juin 2021, elle rejoint la distribution du film Babylon écrit et réalisé par Damien Chazelle avec Brad Pitt et Margot Robbie en tête d'affiche. La même année, elle est à l'affiche du film Sniper Redemption (Transfusion) écrit et réalisé par Matthew Nable. Elle donnera la réplique à Sam Worthington, la vedette des films Avatar,.

elle jouera une mère célibataire dans film de 2024 Kid Snow avec Billy Howle
,

## Vie privée
Phoebe Tonkin a partagé la vie de l'acteur et réalisateur américain Paul Wesley - rencontré sur le tournage de Vampire Diaries en 2012, de septembre 2013 à octobre 2017. En octobre 2024, l'actrice annonce ses fiançailles à l'artiste peintre américain Bernard Lagrange. Le 16 mai 2025, Vogue Australia publie les photos de leur mariage qui a eu lieu le 10 mai. 

## Filmographie

### Cinéma

#### Longs métrages
- 2010 : Demain, quand la guerre a commencé de Stuart Beattie : Fiona Maxwell
- 2012 : Bait de Kimble Rendall (en) : Jaime
- 2014 : The Ever After de Mark Webber : Mabel
- 2016 : Ransom Games (Take Down) de Jim Gillespie : Amy Titon
- 2019 : The Place of No Words de Mark Webber : Phoebe
- 2022 : Babylon de Damien Chazelle : Jane Thornton
- 2023 : Sniper Redemption (Transfusion) de Matthew Nable : Justine

- 2023 : Kid Snow de Paul Goldman : Sunny
- 2023 : Night Shift de Benjamin China et Paul China : Gwen

#### Court métrage
- 2016 : Cul-de-sac de Damon Russell (en) : la mère
- 2018 : Final Stop

### Télévision

#### Séries télévisées
- 2006-2010 : H2O : Cleo Sertori (rôle principal - 78 épisodes)
- 2009-2010 : Packed to the Rafters : Lexi (3 épisodes)
- 2010 : Summer Bay : Adrian Hall (7 épisodes)
- 2011-2012 : The Secret Circle : Faye Chamberlain (rôle principal - 22 épisodes)
- 2012-2013 : Vampire Diaries : Hayley Marshall (saison 4 - 8 épisodes)
- 2013-2018 : The Originals : Hayley Marshall (rôle principal saisons 1 à 4, récurrente saison 5 - 86 épisodes)
- 2015 : Stalker : Nicole Clark (saison 1, épisode 14)
- 2018 : The Affair : Delfine (saison 4, épisode 5)
- 2018 : Safe Harbour : Olivia Gallagher (4 épisodes)
- 2019-2020 : Bloom (en) : Gwen jeune (12 épisodes)
- 2020 : Westworld : Penny (2 épisodes)
- 2024 : Le Garçon et l'Univers : Frances « Frankie » Bell (7 épisodes)

### Clips vidéos
- 2012 : Don't Let Go de Miles Fisher

## Distinctions

### Nominations
- Australian Film Institute Awards 2008 : Meilleure actrice dans une série télévisée dramatique pour H2O
- 2017 : Hang Onto Your Shorts Film Festival de la meilleure actrice dans un court-métrage pour Cul-de-Sac
- 2017 : Northeast Film Festival de la meilleure actrice dans un court-métrage pour Cul-de-Sac
- 2019 : The Equity Ensemble Awards de la meilleure distribution dans une mini-série où un téléfilm pour Safe Harbour partagée avec Ewen Leslie, Leeanna Walsman, Joel Jackson, Hazem Shammas, Nicole Chamoun, Jacqueline McKenzie, Yazeed Daher, Ella Jaz Macrokanis, Callum Aston, Maha Riad, Pacharo Mzembe (en), Pip Miller et Robert Rabiah